# Gaiman

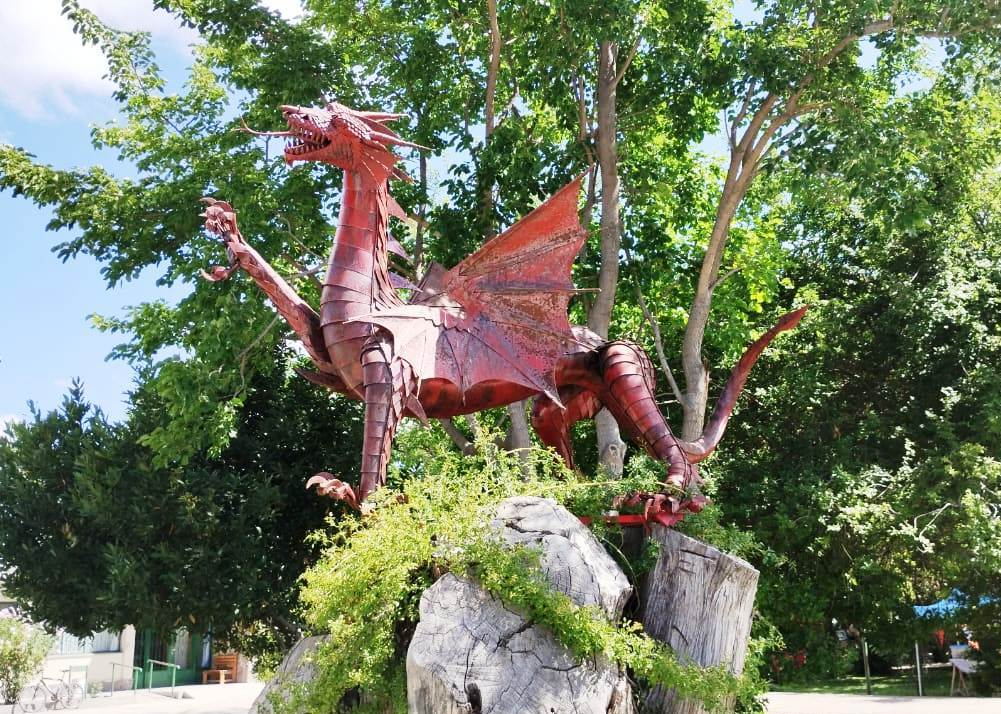
Dragón rojo galés en plaza de Gaiman - Chubut

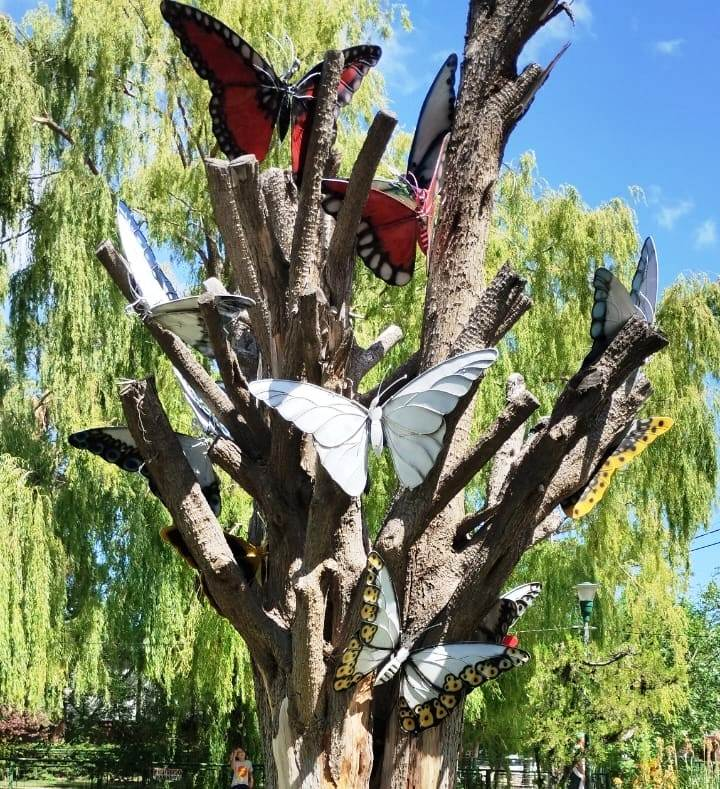
Árbol de mariposas en plaza de Gaiman - Chubut

Gaiman es la localidad cabecera del departamento homónimo, en la provincia del Chubut, Argentina. Se ubica en el valle inferior del río Chubut, a orillas del río y del canal principal Norte, a 15 km al oeste de Trelew.
Se destaca por mantener las costumbres y tradiciones de los colonos galeses llegados en 1865.

## Historia

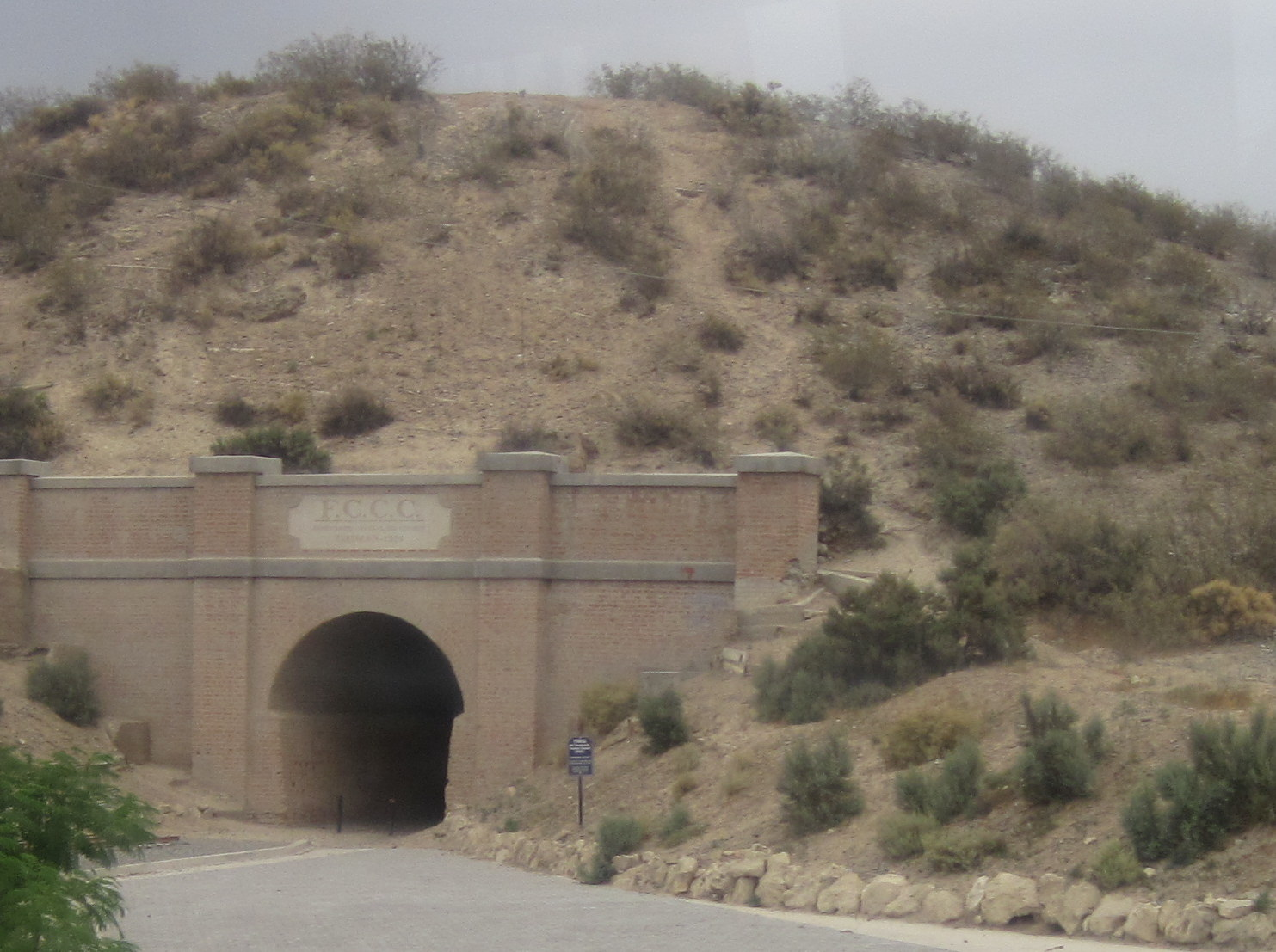
El Túnel de Gaiman.

Gaiman se destaca por ser el primer Municipio del Chubut. La primera casa de Gaiman o "Casa de Piedra", fue construida en 1874 por David D. Roberts.
En el año 1908 fue edificada la estación del Ferrocarril Central del Chubut. En 1909, los rieles llegaron hasta el pueblo. El Túnel de Gaiman se construyó en el año 1914, cuando el ferrocarril se extendió hasta Las Plumas.

## Ubicación
Gaiman se encuentra en el Valle inferior del río Chubut, Patagonia Argentina. La distancia de Buenos Aires a Gaiman es de 1.450 km por la RN 3. El aeropuerto Alte. Zar de Trelew está a 20 km, donde llegan varias líneas aéreas.

## Clima
Su ubicación en la meseta patagónica le hace disponer de un clima seco y frío, con largos inviernos atemperados por la proximidad al mar y veranos cortos y templados.

## Población
Cuenta con 6,627 habitantes (Indec, 2010), lo que representa un incremento del 10,2% frente a los 5,753 habitantes (Indec, 2001) del censo anterior. En tanto el mismo censo arrojó una composición poblacional de 3.337 varones y 3.290 mujeres, que determina un índice de masculinidad del 101.43%. Las viviendas se incrementaron de 1.649 a 2.371.
El censo 2010 reveló 6.627 habitantes en su ejido municipal, por debajo de la estimación, pero situando a la ciudad entre las ciudades de la provincia con constante crecimiento ya que desde el censo 1991 cuando se registraron 4.642. Fue desplazada a la 9° posición en cantidad de población en la provincia.
En el censo 2022 la localidad mantuvo su ritmo de crecimiento con 7 755 habitantes y 3053 viviendas.Fue desplazada a la 10° posición en cantidad de población en la provincia.
| Gráfica de evolución demográfica de Gaiman entre 1991 y 2022 |
|                                                              |
| Fuente: censos nacionales del INDEC                          |

## Economía
La actividad económica se peoduce el cultivo de forrajes, cereales y hortalizas, la cría de ganado ovino y el desarrollo de industrias lácteas y madereras.

## Turismo

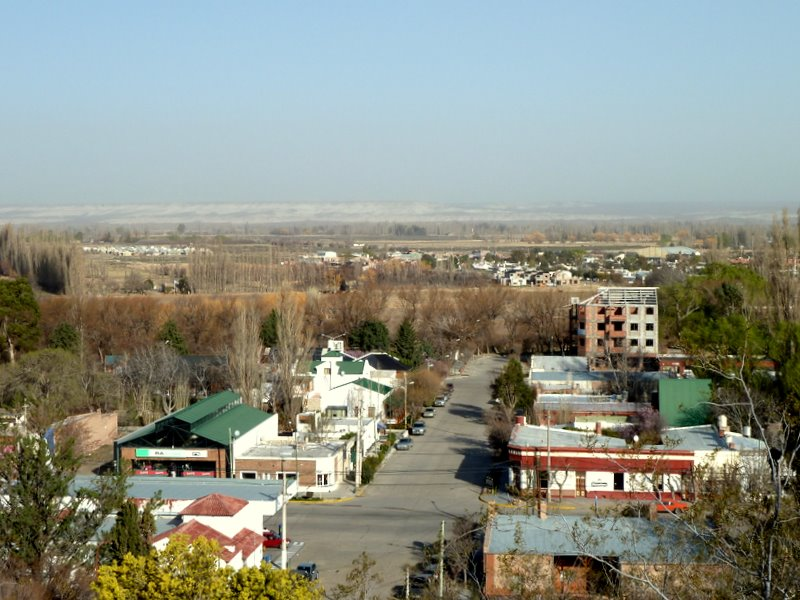
Panorama de Gaiman

- Museo Regional Galés, en la vieja estación Gaiman del Ferrocarril Nacional Patagónico.
- Museo Antropológico
- Primera Casa
- Parque El Desafío, en la vera del río Chubut, desde abril de 1980
- Parque Paleontológico Bryn Gwyn, a 10 km de Gaiman (galés, Bryn Gwyn = significa "Loma blanca")

### Casas de Té Galés

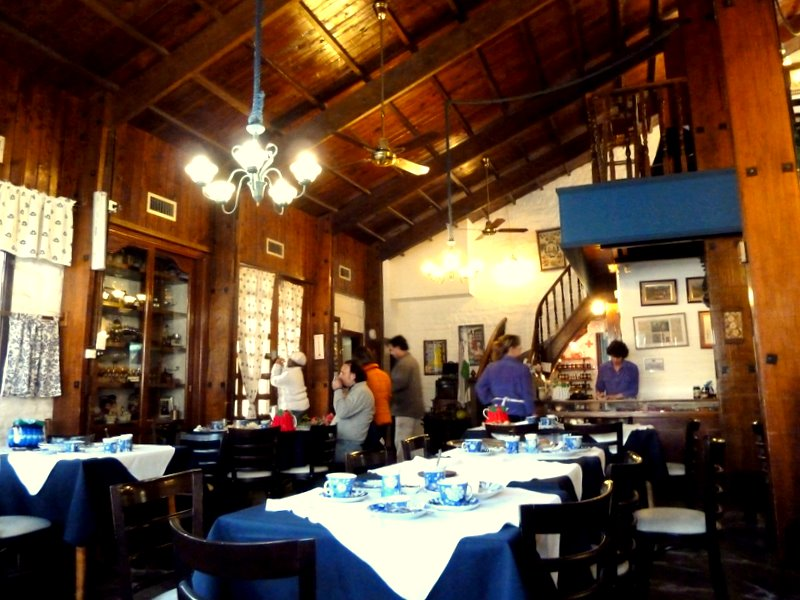
Casa de Té Galés

El Té Galés es una costumbre familiar galesa. Forma parte de la cultura de Gaiman y los turistas lo encuentran para agasajarse en distintas "Casas de Té": el Té con su típica torta negra galesa, tarta de crema, torta de nuez, tarta de manzana, torta de chocolate con crema, y tartas con frutas, dulces y manteca regional, scones y pan casero.

## Religión

#### Parroquias de la Iglesia Católica
| Diócesis  | Rawson                  |
| --------- | ----------------------- |
| Parroquia | Nuestra Señora de Luján |

También tienen presencia iglesias de vertiente protestante en diversas ramas.